# آردون، لواره
آردون (به فرانسوی: Ardon) یک کمون در فرانسه است که در لوآره واقع شده‌است. آردون ۵۳٫۶۵ کیلومتر مربع مساحت دارد.